# Aleksander Antoni Fredro
Aleksander Antoni Fredro herbu Bończa (ur. 1674 w Pleszowicach, zm. 26 kwietnia 1734 w Radymnie) – biskup chełmski (29 marca 1719 – 27 września 1724) oraz biskup przemyski w latach (1724–1734), kantor i kanonik gnieźnieńskiej kapituły katedralnej.

## Życiorys
Syn kasztelana czernihowskiego Stanisława i Katarzyny Bełżeckiej.
W latach 1694–1695 przebywał w seminarium księży misjonarzy w Warszawie. Studiował zarówno w kraju, jak i za granicą. Po powrocie do Polski został najpierw sekretarzem królewskim na dworze Augusta II Mocnego, następnie – wiceprezydentem Trybunału Głównego Koronnego w latach 1708 i 1710, sekretarzem wielkim koronnym i wreszcie prezydentem trybunału w latach 1714 i 1716. Przez dwadzieścia lat pełnił funkcje proboszcza parafii i prepozyta jarosławskiej kolegiaty. Została ona obdarowana przez niego ozdobnymi mszałami i srebrnymi kielichami, ponadto ufundował obrazy Matki Boskiej Częstochowskiej i świętej Trójcy oraz kamienną figurę świętego Jana Nepomucena.
29 marca 1719 otrzymał nominację na biskupa chełmskiego. Rządy w diecezji rozpoczął od wizytacji diecezji, poświęcając w czasie jej trwania szczególną uwagę ludziom najbardziej potrzebującym. Stąd też zyskał sobie przydomek “ojca ubogich”, których wspierał na co dzień licznymi ofiarami pochodzącymi głównie z  prywatnego majątku. Po pięcioletnich rządach w diecezji chełmskiej, 27 września 1724 mianowany został na biskupem przemyskim. Jako przemyski ordynariusz rozpoczął wielki remont świątyni katedralnej, nadając jej nowy barokowy styl. Wysiłki te zostały w dużym stopniu zniweczone katastrofą budowlaną w 1733. Nie żałował pieniędzy na renowację kościołów, czy też wyposażenie ich w sprzęt liturgiczny. Z jego inicjatywy oraz z jego fundacji wybudowano w latach 1724–1730 kościół w Radymnie, pod koniec lat 20. kościół Paulinów w Starej Wsi (wspólnie z ks. Franciszkiem Goźlińskim), a w latach 1724–1756 w Jaśliskach. Także z jego inicjatywy wyremontowano kościoły w Lubaczowie i Felsztynie oraz rezydencję biskupią koło Brzozowa.
Kapituła katedralna ufundowała mu nagrobek w późnobarokowej kaplicy Fredrów z 1724 w katedrze przemyskiej. W Muzeum Archidiecezjalnym w Przemyślu znajduje się jego portret na tle trzech kościołów: w Jarosławiu, Starej Wsi oraz przebudowanej katedry w Przemyślu.